# Каплинцевский сельский совет (Пирятинский район)
Каплинцевский сельский совет (укр. Каплинцівська сільська рада) — входит в состав
Пирятинского района
Полтавской области
Украины.
Административный центр сельского совета находится в 
с. Каплинцы.

## Населённые пункты совета
- с. Каплинцы
- с. Усовка